# Mięśnie nadgnykowe

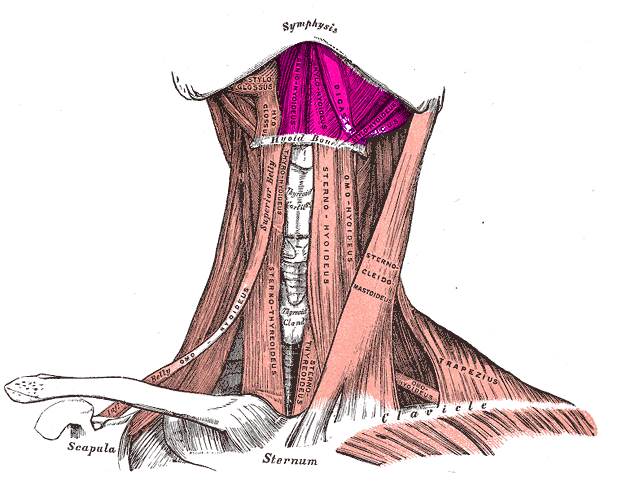
Mięśnie nadgnykowe (wyróżnione)

Mięśnie nadgnykowe (łac. musculi suprahyoidei) – w anatomii człowieka cztery parzyste mięśnie zaliczane do grupy środkowej mięśni szyi. Znajdują się na szyi powyżej kości gnykowej. Ich przyczepy znajdują się m.in. na kości skroniowej (wyrostek rylcowaty, wcięcie sutkowate), żuchwie. Mięśnie te w większości zmierzają do kości gnykowej, którą podnoszą, a także poruszają nieznacznie w kierunku strzałkowym. Z kolei żuchwę obniżają.
Zaliczają się do nich:
- mięsień dwubrzuścowy (łac. musculus digastricus),
- mięsień rylcowo-gnykowy (łac. musculus stylohyoideus),
- mięsień żuchwowo-gnykowy (łac. musculus mylohyoideus),
- mięsień bródkowo-gnykowy (łac. musculus geniohyoideus)[2].

## Unerwienie
Brzusiec tylny mięśnia dwubrzuścowego i mięsień rylcowo-gnykowy są unerwione przez gałęzie nerwu twarzowego, brzusiec przedni mięśnia dwubrzuścowego i mięsień żuchwowo-gnykowy przez nerw żuchwowo-gnykowy od nerwu zębodołowego dolnego, a mięsień bródkowo-gnykowy przez gałęzie splotu szyjnego idące razem z nerwem podjęzykowym.